# The Sword and the Lute

The Sword and the Lute (琴劍恩仇, Qin jian en chou) est un film hongkongais réalisé par Sui Jang-hung et sorti en 1967.
Il s'agit du troisième volet d'une série de films produits dans le but de renouveler le genre du wuxiapian, après Temple of the Red Lotus et The Twin Swords.

## Histoire
La Dame-en-Rouge ayant imprudemment confié le Qin-du-Phénix éponyme au couple désormais connu sous le nom d'« épéistes yin-yang », afin qu'il soit détruit par l'Épée-des-intestins-de-poisson éponyme, trésor familial de la famille Gan, l'instrument est dérobé par une organisation familiale de hors-la-loi dont le fils aîné a été grièvement blessé par ce dernier. Le seul espoir du jeune homme étant la "Pierre-des-Sept-Étoiles" détenue par la famille Shen, de nombreux gens d'armes se retrouvent dans le manoir familial de cette dernière afin de s'en assurer la possession. 
Conformément aux canons du genre, la résolution de l'ensemble des conflits générés par les antagonismes socio-professionnels des protagonistes va provoquer la déperdition de nombreux litres de sang.

## Fiche technique
- Titre : The Sword and the Lute[1]
- Titre original : 琴劍恩仇 (Qin jian en chou)
- Réalisation : Sui Jang-hung
- Scénario : Shen Kiang[1]
- Photographie : Wang Wing Loong
- Société de production : Shaw Brothers
- Pays d'origine : Hong Kong
- Langue originale : mandarin[1]
- Format : couleurs - 2,35:1 - mono - 35 mm
- Genre : wuxiapian
- Durée : 87 min
- Date de sortie : 21 avril 1967 (Hong-Kong)[1]

## Distribution
- Chin Ping[note 1],[1] : Gan Lian-zhu, une jeune épéiste, héritière du clan Gan
- Hsing Hui[note 1] : Chin Ching-yu, une demoiselle ne pratiquant pas les arts martiaux
- Lily Ho[note 1] : Wei Mei-er, une épéiste aux cheveux noirs et aux yeux sombres, membre du clan Wei, une organisation familiale de hors-la-loi
- Bobo Fung[note 1] : Gan Xiao-ling, nièce de Lian-zhu, détentrice de l'Épée-des-intestins-de-poisson, une épéiste en herbe
- Wang Yu[note 2] : Gui Wu, mari de Lian-zhu, un épéiste
- Yueh Hua (crédité « Yuen Hua »)[note 2],[1] : Shen Shu-wen, un membre de la famille Shen détenant la Pierre-des-Sept-Étoiles
- Lo Lieh[note 2] : Tu Ying (un personnage différent de celui interprété par Lo au cours des deux premiers épisodes, celui-ci ayant trouvé la mort au cours du second épisode)
- Ivy Ling Po[note 3],[1] : la dame-en-rouge, une épéiste revancharde
- Ching Miao : Wei Fei-hu, chef du clan Wei, une organisation familiale de hors-la-loi
- Wu Ma : Bao Erh
- Ku Feng : monsieur Song
- Yuen Hsiao-tien : un membre du clan du Lotus-Rouge
- Liu Chia-yung : un bandit
- Yuen Woo-ping  : un bandit
- Liu Chia-liang : un bandit
- Tang Chia : un bandit